# Phoenix (Schiff, 1973)
Die Phoenix ist ein ehemaliges Fischerboot, das von Davie Shipbuilding in Lévis, Québec, gebaut wurde. Das als GC Bassin in Dienst gestellte Schiff wurde im April 1973 abgeliefert.
Das Schiff wird von der auf Malta ansässigen Hilfsorganisation Migrant Offshore Aid Station (MOAS) eingesetzt. Bereedert wird es vom ebenfalls auf Malta ansässigen Unternehmen Tangiers Maritime.

## Beschreibung
Das als „Motoryacht“ klassifizierte Schiff wurde 2008 und 2014 umgebaut. Es wird von zwei Caterpillar-Dieselmotoren – einem Caterpillar 3512 und einem Caterpillar 353 – nach dem „Vater und Sohn“-Konzept angetrieben. Die beiden Motoren wirken über ein Getriebe auf einen Verstellpropeller mit Kortdüse. Als Bugstrahlruder dient eine Propellergondel, die auch als Notantrieb fungieren kann. Das Schiff erreicht dabei rund 3 kn.
Für die Schiffsbesatzung stehen sechs Kabinen, drei Einzel- und drei Doppelkabinen zur Verfügung. Weiterhin befinden sich an Bord eine Dreibettkabine als Eignerkabine sowie drei Kabinen für Gäste, eine Doppel- und zwei Vierbettkabinen. 
Das Schiff ist mit einem hydraulisch betriebenen Deckskran ausgerüstet, der 20 t heben kann. An Deck stehen mehrere Winden zur Verfügung. Zusätzlich kann es mit einem Heckgalgen mit 10 t Hebekapazität ausgestattet werden. 2014 wurde es mit einem zusätzlichen Deck als Plattform für den Einsatz von Drohnen ausgerüstet, das über dem bisherigen Achterdeck installiert ist. Zur Nutzung des Heckgalgens muss dieses Deck entfernt werden.

## Einsatz als Rettungsboot
Seit dem 25. August 2014 wurde das Schiff von der Organisation Migrant Offshore Aid Station (MOAS) im Mittelmeer zur Rettung schiffbrüchiger Migranten eingesetzt.
Seit September 2017 wurde es vor der Küste von Myanmar und Bangladesch eingesetzt.